# Heringsfängermuseum Heimsen

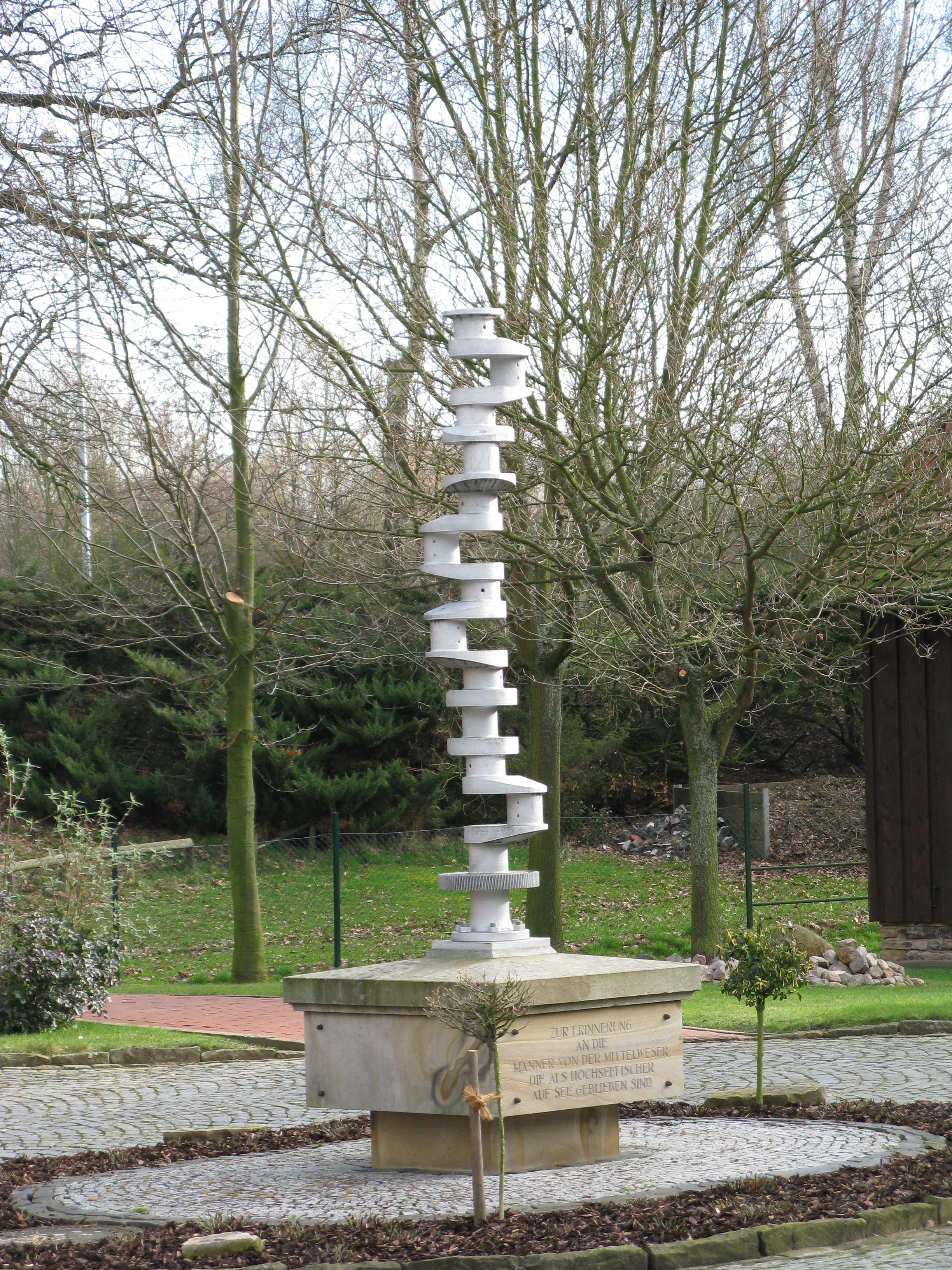
Kurbelwellen-Stele im Heringsfängermuseum

Das Heringsfängermuseum Heimsen ist ein Museum in der ostwestfälischen Stadt Petershagen im Kreis Minden-Lübbecke.
Das Museum liegt im Ortsteil Heimsen der Stadt Petershagen. Hier wird mit Unterstützung der NRW-Stiftung Natur-Heimat-Kultur die Geschichte der Menschen beschrieben, die einen Teil ihres Lebens fern der Heimat auf hoher See verbrachten.
Ende des 18. Jahrhunderts heuerten die Kleinbauern an der Mittelweser jeweils für ein halbes Jahr auf holländischen Fangschiffen an, um dem Elend in ihrer Heimat zu entgehen und ihre Familien zu ernähren. „Heringsbuysen“ hießen die Kutter. Sie übten eine magische Anziehungskraft auf die Menschen aus dem ostwestfälischen „Zipfel“ um Petershagen aus. Im Museum erhalten Besucher Einblick in das entbehrungsreiche Leben zwischen rauer See und kargem Ackerboden.
Das Museum besteht aus vier Gebäuden, die um einen Freiplatz mit einer Stele angeordnet sind. Im Friller Haus (Erdgeschoss) werden die kulturellen, sozialen und wirtschaftlichen Beziehungen der Heringsfänger zu ihrer Heimat vorgestellt. Im Jahr 2013 wurde die Abteilung „Katastrophen auf See“ eingerichtet.
Im Haupthaus gibt es eine Cafeteria. In der Saison ist das Museum sonntags von 14.00 Uhr bis 17.00 Uhr geöffnet.